# Sommerschafweide auf Hungermauern
Die Heckenlandschaft auf Hungermauern ist ein vom Landratsamt Münsingen am 31. Mai 1955 durch Verordnung ausgewiesenes Landschaftsschutzgebiet auf dem Gebiet der Gemeinde Pfronstetten.

## Lage
Das etwa 31,6 Hektar große Landschaftsschutzgebiet liegt etwa 2 km westlich der Ortslage von Geisingen im Gewann Hart. Es liegt im Naturraum Mittlere Flächenalb.
Geologisch stehen hauptsächlich die Oberen Massenkalke des Oberjuras an.

## Landschaftscharakter
Im Nordwesten und im Süden befinden sich Waldbestände, die größtenteils auf Aufforstungen zurückgehen. Im Südosten befinden sich ein Sukzessionswald und ein kleiner Magerrasenbestand als Relikt der früheren Nutzung als Schafweide. Im Zentrum befinden sich landwirtschaftlich genutzte Acker- und Grünlandflächen mit einigen Hecken und Feldgehölzen.